# Din daglige dosis
Din daglige dosis er en dansk dokumentarfilm fra 1986, der er instrueret af Elisabeth Rygaard efter manuskript af Elisabeth Flensted-Jensen.

## Handling
Filmens hovedperson er en gravid kvinde, der arbejder med røntgen på et hospital. Hun er bange for, at selv små doser røntgen kan have skadelig indvirkning på fosteret. Kun ved stor udholdenhed lykkes det hende at få barselsdagpenge, selv om loven siger, at man har ret til det, når ens arbejde medfører risiko for fosteret.